# 580er
Portal Geschichte | Portal Biografien | Aktuelle Ereignisse | Jahreskalender | Tagesartikel

◄ |
5. Jh. |
6. Jahrhundert
| 7. Jh. | ►

◄ |
550er |
560er |
570er |
580er
| 590er | 600er | 610er | ►

580 |
581 |
582 |
583 |
584 |
585 |
586 |
587 |
588 |
589

## Ereignisse
- 580: Letzte Erwähnung des Römischen Senats.
- 581: Der chinesische General Yang Jiang, der 577 im Auftrag der nördlichen Zhou-Dynastie die nördliche-Qi-Dynastie gestürzt hatte, beseitigt nach dem 580 erfolgten Tod des letzten Kaisers der Zhou-Dynastie dessen Erben und begründet selbst die Sui-Dynastie. Als Kaiser nennt er sich Wen Di. Damit ist die Zeit der Südlichen und Nördlichen Dynastien beendet.
- 23. Oktober 585: Die Synode von Mâcon beschließt für das Frankenreich die Abgabe eines „Zehnten“, eine regelmäßige Naturalienabgabe von 10 % der landwirtschaftlichen Erträge. Sie avanciert im Mittelalter zur ergiebigsten Steuerquelle.
- 589: In Spanien wird auf der 3. Synode von Toledo das Credo mit dem Filioque-Zusatz in die Messliturgie aufgenommen.